# カリグラ
ガイウス・ユリウス・カエサル・アウグストゥス・ゲルマニクス（古典ラテン語：Gaius Julius Caesar Augustus Germanicus （ガーイウス・ユーリウス・カエサル・アウグストゥス・ゲルマーニクス）、12年8月31日 - 41年1月24日）は、第3代ローマ帝国皇帝（在位：37年 - 41年）。ユリウス＝クラウディウス朝の皇帝の1人である。カリグラ（Caligula, カリギュラとも表記）の名でよく知られている。

## 概要
短い在位期間に、カリグラは壮大な建設事業と領土の拡大に力を注いだ。また最高権力者としての威信を高めることに努め、彼を打ち倒そうと繰り返される陰謀から自身の地位を懸命に守りつづけたが、元老院も関与した陰謀により、41年にプラエトリアニ（親衛隊）の一部将校らによって暗殺された。その治世を通じてローマ市民からは人気が高かったが、現存する後代の史料ではいずれも、カリグラは狂気じみた独裁者であり、残忍で浪費癖や性的倒錯の持ち主であったとしている。しかし現存する一次史料の数は少なく、カリグラの治世の実態には不明な点が多い。

## 家族

### 出自
カリグラは12年8月31日にアンツィオの保養地において、ガイウス・ユリウス・カエサル・ゲルマニクスの出生名で誕生した。彼はゲルマニクスと大アグリッピナのあいだに生まれて成人した6人の子供の中で3番目に当たる。カリグラの兄弟は、長兄ネロ・カエサルと次兄ドルスス・カエサルである。妹にはユリア・リウィッラとユリア・ドルシッラ、小アグリッピナがいる。またカリグラは次代の皇帝クラウディウスの甥、その次の皇帝ネロの伯父にもあたる。
カリグラの父ゲルマニクスは、ユリウス＝クラウディウス朝の家系に属する著名な人物で、ローマ帝国で最も重用された将軍の一人として尊敬をかちえていた。ゲルマニクスはネロ・クラウディウス・ドルーススと小アントニアの息子であり、ティベリウス・クラウディウス・ネロとリウィア・ドルシッラの孫であり、アウグストゥスの継孫にもあたる。母の大アグリッピナはマルクス・ウィプサニウス・アグリッパと大ユリアの娘であり、したがって大ユリアの父母であるアウグストゥスと2番目の妻スクリボニアの孫にあたる。
上述の通り、ユリウス＝クラウディウス家の人士は政略結婚や近親婚により非常に複雑で入り組んだ縁戚関係を結んでいるため、簡略化した家系図を以下に掲げる。
|            |            |            |            |                |                |                |                |                     |                     |                     |                     |                     |                     |                |                |                |                |              |              | カエサルの祖父        | カエサルの祖父        | カエサルの祖父        | カエサルの祖父        | カエサルの祖父        | カエサルの祖父        |                    |                    | マルキア              | マルキア              | マルキア              | マルキア              | マルキア              | マルキア              |              |              |                             |                             |                             |                             |                                  |                                  |                                  |                                  |                                  |                                  |                |                |                                  |                                  |                                  |                                  |                                  |                                  |            |            |              |              |              |              |                |                |                |                |                |                |              |              |              |              |
|            |            |            |            |                |                |                |                |                     |                     |                     |                     |                     |                     |                |                |                |                |              |              | カエサルの祖父        | カエサルの祖父        | カエサルの祖父        | カエサルの祖父        | カエサルの祖父        | カエサルの祖父        |                    |                    | マルキア              | マルキア              | マルキア              | マルキア              | マルキア              | マルキア              |              |              |                             |                             |                             |                             |                                  |                                  |                                  |                                  |                                  |                                  |                |                |                                  |                                  |                                  |                                  |                                  |                                  |            |            |              |              |              |              |                |                |                |                |                |                |              |              |              |              |
|            |            |            |            |                |                |                |                |                     |                     |                     |                     |                     |                     |                |                |                |                |              |              |                       |                       |                       |                       |                       |                       |                    |                    |                       |                       |                       |                       |                       |                       |              |              |                             |                             |                             |                             |                                  |                                  |                                  |                                  |                                  |                                  |                |                |                                  |                                  |                                  |                                  |                                  |                                  |            |            |              |              |              |              |                |                |                |                |                |                |              |              |              |              |
|            |            |            |            |                |                |                |                |                     |                     |                     |                     |                     |                     |                |                |                |                |              |              |                       |                       |                       |                       |                       |                       |                    |                    |                       |                       |                       |                       |                       |                       |              |              |                             |                             |                             |                             |                                  |                                  |                                  |                                  |                                  |                                  |                |                |                                  |                                  |                                  |                                  |                                  |                                  |            |            |              |              |              |              |                |                |                |                |                |                |              |              |              |              |
|            |            |            |            | 大マリウス     | 大マリウス     | 大マリウス     | 大マリウス     | 大マリウス          | 大マリウス          |                     |                     | ユリア              | ユリア              | ユリア         | ユリア         | ユリア         | ユリア         |              |              | カエサルの父          | カエサルの父          | カエサルの父          | カエサルの父          | カエサルの父          | カエサルの父          |                    |                    | アウレリア            | アウレリア            | アウレリア            | アウレリア            | アウレリア            | アウレリア            |              |              | セクストゥス・カエサル      | セクストゥス・カエサル      | セクストゥス・カエサル      | セクストゥス・カエサル      | セクストゥス・カエサル           | セクストゥス・カエサル           |                                  |                                  |                                  |                                  |                |                |                                  |                                  |                                  |                                  |                                  |                                  |            |            |              |              |              |              |                |                |                |                |                |                |              |              |              |              |
|            |            |            |            | 大マリウス     | 大マリウス     | 大マリウス     | 大マリウス     | 大マリウス          | 大マリウス          |                     |                     | ユリア              | ユリア              | ユリア         | ユリア         | ユリア         | ユリア         |              |              | カエサルの父          | カエサルの父          | カエサルの父          | カエサルの父          | カエサルの父          | カエサルの父          |                    |                    | アウレリア            | アウレリア            | アウレリア            | アウレリア            | アウレリア            | アウレリア            |              |              | セクストゥス・カエサル      | セクストゥス・カエサル      | セクストゥス・カエサル      | セクストゥス・カエサル      | セクストゥス・カエサル           | セクストゥス・カエサル           |                                  |                                  |                                  |                                  |                |                |                                  |                                  |                                  |                                  |                                  |                                  |            |            |              |              |              |              |                |                |                |                |                |                |              |              |              |              |
|            |            |            |            |                |                |                |                |                     |                     |                     |                     |                     |                     |                |                |                |                |              |              |                       |                       |                       |                       |                       |                       |                    |                    |                       |                       |                       |                       |                       |                       |              |              |                             |                             |                             |                             |                                  |                                  |                                  |                                  |                                  |                                  |                |                |                                  |                                  |                                  |                                  |                                  |                                  |            |            |              |              |              |              |                |                |                |                |                |                |              |              |              |              |
|            |            |            |            |                |                |                |                |                     |                     |                     |                     |                     |                     |                |                |                |                |              |              |                       |                       |                       |                       |                       |                       |                    |                    |                       |                       |                       |                       |                       |                       |              |              |                             |                             |                             |                             |                                  |                                  |                                  |                                  |                                  |                                  |                |                |                                  |                                  |                                  |                                  |                                  |                                  |            |            |              |              |              |              |                |                |                |                |                |                |              |              |              |              |
|            |            |            |            |                |                |                |                | 小マリウス          | 小マリウス          | 小マリウス          | 小マリウス          | 小マリウス          | 小マリウス          |                |                | 小コルネリア   | 小コルネリア   | 小コルネリア | 小コルネリア | 小コルネリア          | 小コルネリア          |                       |                       | ユリウス・カエサル    | ユリウス・カエサル    | ユリウス・カエサル | ユリウス・カエサル | ユリウス・カエサル    | ユリウス・カエサル    |                       |                       | 小ユリア              | 小ユリア              | 小ユリア     | 小ユリア     | 小ユリア                    | 小ユリア                    |                             |                             | アティウス                       | アティウス                       | アティウス                       | アティウス                       | アティウス                       | アティウス                       |                |                |                                  |                                  |                                  |                                  |                                  |                                  |            |            |              |              |              |              |                |                |                |                |                |                |              |              |              |              |
|            |            |            |            |                |                |                |                | 小マリウス          | 小マリウス          | 小マリウス          | 小マリウス          | 小マリウス          | 小マリウス          |                |                | 小コルネリア   | 小コルネリア   | 小コルネリア | 小コルネリア | 小コルネリア          | 小コルネリア          |                       |                       | ユリウス・カエサル    | ユリウス・カエサル    | ユリウス・カエサル | ユリウス・カエサル | ユリウス・カエサル    | ユリウス・カエサル    |                       |                       | 小ユリア              | 小ユリア              | 小ユリア     | 小ユリア     | 小ユリア                    | 小ユリア                    |                             |                             | アティウス                       | アティウス                       | アティウス                       | アティウス                       | アティウス                       | アティウス                       |                |                |                                  |                                  |                                  |                                  |                                  |                                  |            |            |              |              |              |              |                |                |                |                |                |                |              |              |              |              |
|            |            |            |            |                |                |                |                |                     |                     |                     |                     |                     |                     |                |                |                |                |              |              |                       |                       |                       |                       |                       |                       |                    |                    |                       |                       |                       |                       |                       |                       |              |              |                             |                             |                             |                             |                                  |                                  |                                  |                                  |                                  |                                  |                |                |                                  |                                  |                                  |                                  |                                  |                                  |            |            |              |              |              |              |                |                |                |                |                |                |              |              |              |              |
|            |            |            |            |                |                |                |                |                     |                     |                     |                     | 大ポンペイウス      | 大ポンペイウス      | 大ポンペイウス | 大ポンペイウス | 大ポンペイウス | 大ポンペイウス |              |              | ユリア・ カエサリス   | ユリア・ カエサリス   | ユリア・ カエサリス   | ユリア・ カエサリス   | ユリア・ カエサリス   | ユリア・ カエサリス   |                    |                    | オクタウィウス        | オクタウィウス        | オクタウィウス        | オクタウィウス        | オクタウィウス        | オクタウィウス        |              |              | アティア                    | アティア                    | アティア                    | アティア                    | アティア                         | アティア                         |                                  |                                  |                                  |                                  |                |                |                                  |                                  |                                  |                                  |                                  |                                  |            |            |              |              |              |              |                |                |                |                |                |                |              |              |              |              |
|            |            |            |            |                |                |                |                |                     |                     |                     |                     | 大ポンペイウス      | 大ポンペイウス      | 大ポンペイウス | 大ポンペイウス | 大ポンペイウス | 大ポンペイウス |              |              | ユリア・ カエサリス   | ユリア・ カエサリス   | ユリア・ カエサリス   | ユリア・ カエサリス   | ユリア・ カエサリス   | ユリア・ カエサリス   |                    |                    | オクタウィウス        | オクタウィウス        | オクタウィウス        | オクタウィウス        | オクタウィウス        | オクタウィウス        |              |              | アティア                    | アティア                    | アティア                    | アティア                    | アティア                         | アティア                         |                                  |                                  |                                  |                                  |                |                |                                  |                                  |                                  |                                  |                                  |                                  |            |            |              |              |              |              |                |                |                |                |                |                |              |              |              |              |
|            |            |            |            |                |                |                |                |                     |                     |                     |                     |                     |                     |                |                |                |                |              |              |                       |                       |                       |                       |                       |                       |                    |                    |                       |                       |                       |                       |                       |                       |              |              |                             |                             |                             |                             |                                  |                                  |                                  |                                  |                                  |                                  |                |                |                                  |                                  |                                  |                                  |                                  |                                  |            |            |              |              |              |              |                |                |                |                |                |                |              |              |              |              |
|            |            |            |            |                |                |                |                |                     |                     |                     |                     |                     |                     |                |                |                |                |              |              |                       |                       |                       |                       |                       |                       |                    |                    |                       |                       |                       |                       |                       |                       |              |              |                             |                             |                             |                             |                                  |                                  |                                  |                                  |                                  |                                  |                |                |                                  |                                  |                                  |                                  |                                  |                                  |            |            |              |              |              |              |                |                |                |                |                |                |              |              |              |              |
|            |            |            |            | スクリボニア   | スクリボニア   | スクリボニア   | スクリボニア   | スクリボニア        | スクリボニア        |                     |                     | アウグストゥス      | アウグストゥス      | アウグストゥス | アウグストゥス | アウグストゥス | アウグストゥス |              |              | リウィア・ ドルシッラ | リウィア・ ドルシッラ | リウィア・ ドルシッラ | リウィア・ ドルシッラ | リウィア・ ドルシッラ | リウィア・ ドルシッラ |                    |                    | クラウディウス・ ネロ | クラウディウス・ ネロ | クラウディウス・ ネロ | クラウディウス・ ネロ | クラウディウス・ ネロ | クラウディウス・ ネロ |              |              | アントニウス                | アントニウス                | アントニウス                | アントニウス                | アントニウス                     | アントニウス                     |                                  |                                  | 小オクタウィア                   | 小オクタウィア                   | 小オクタウィア | 小オクタウィア | 小オクタウィア                   | 小オクタウィア                   |                                  |                                  |                                  |                                  |            |            |              |              |              |              | 小マルケッルス | 小マルケッルス | 小マルケッルス | 小マルケッルス | 小マルケッルス | 小マルケッルス |              |              |              |              |
|            |            |            |            | スクリボニア   | スクリボニア   | スクリボニア   | スクリボニア   | スクリボニア        | スクリボニア        |                     |                     | アウグストゥス      | アウグストゥス      | アウグストゥス | アウグストゥス | アウグストゥス | アウグストゥス |              |              | リウィア・ ドルシッラ | リウィア・ ドルシッラ | リウィア・ ドルシッラ | リウィア・ ドルシッラ | リウィア・ ドルシッラ | リウィア・ ドルシッラ |                    |                    | クラウディウス・ ネロ | クラウディウス・ ネロ | クラウディウス・ ネロ | クラウディウス・ ネロ | クラウディウス・ ネロ | クラウディウス・ ネロ |              |              | アントニウス                | アントニウス                | アントニウス                | アントニウス                | アントニウス                     | アントニウス                     |                                  |                                  | 小オクタウィア                   | 小オクタウィア                   | 小オクタウィア | 小オクタウィア | 小オクタウィア                   | 小オクタウィア                   |                                  |                                  |                                  |                                  |            |            |              |              |              |              | 小マルケッルス | 小マルケッルス | 小マルケッルス | 小マルケッルス | 小マルケッルス | 小マルケッルス |              |              |              |              |
|            |            |            |            |                |                |                |                |                     |                     |                     |                     |                     |                     |                |                |                |                |              |              |                       |                       |                       |                       |                       |                       |                    |                    |                       |                       |                       |                       |                       |                       |              |              |                             |                             |                             |                             |                                  |                                  |                                  |                                  |                                  |                                  |                |                |                                  |                                  |                                  |                                  |                                  |                                  |            |            |              |              |              |              |                |                |                |                |                |                |              |              |              |              |
|            |            |            |            |                |                |                |                |                     |                     |                     |                     |                     |                     |                |                |                |                |              |              |                       |                       |                       |                       |                       |                       |                    |                    |                       |                       |                       |                       |                       |                       |              |              |                             |                             |                             |                             |                                  |                                  |                                  |                                  |                                  |                                  |                |                |                                  |                                  |                                  |                                  |                                  |                                  |            |            |              |              |              |              |                |                |                |                |                |                |              |              |              |              |
| アグリッパ | アグリッパ | アグリッパ | アグリッパ | アグリッパ     | アグリッパ     |                |                | 大ユリア            | 大ユリア            | 大ユリア            | 大ユリア            | 大ユリア            | 大ユリア            |                |                | ティベリウス   | ティベリウス   | ティベリウス | ティベリウス | ティベリウス          | ティベリウス          |                       |                       | 大ドルスス            | 大ドルスス            | 大ドルスス         | 大ドルスス         | 大ドルスス            | 大ドルスス            |                       |                       | 小アントニア          | 小アントニア          | 小アントニア | 小アントニア | 小アントニア                | 小アントニア                |                             |                             | 大アントニア                     | 大アントニア                     | 大アントニア                     | 大アントニア                     | 大アントニア                     | 大アントニア                     |                |                | L・ドミティウス・ アヘノバルブス | L・ドミティウス・ アヘノバルブス | L・ドミティウス・ アヘノバルブス | L・ドミティウス・ アヘノバルブス | L・ドミティウス・ アヘノバルブス | L・ドミティウス・ アヘノバルブス |            |            | 小マルケッラ | 小マルケッラ | 小マルケッラ | 小マルケッラ | 小マルケッラ   | 小マルケッラ   |                |                | メッサリヌス   | メッサリヌス   | メッサリヌス | メッサリヌス | メッサリヌス | メッサリヌス |
| アグリッパ | アグリッパ | アグリッパ | アグリッパ | アグリッパ     | アグリッパ     |                |                | 大ユリア            | 大ユリア            | 大ユリア            | 大ユリア            | 大ユリア            | 大ユリア            |                |                | ティベリウス   | ティベリウス   | ティベリウス | ティベリウス | ティベリウス          | ティベリウス          |                       |                       | 大ドルスス            | 大ドルスス            | 大ドルスス         | 大ドルスス         | 大ドルスス            | 大ドルスス            |                       |                       | 小アントニア          | 小アントニア          | 小アントニア | 小アントニア | 小アントニア                | 小アントニア                |                             |                             | 大アントニア                     | 大アントニア                     | 大アントニア                     | 大アントニア                     | 大アントニア                     | 大アントニア                     |                |                | L・ドミティウス・ アヘノバルブス | L・ドミティウス・ アヘノバルブス | L・ドミティウス・ アヘノバルブス | L・ドミティウス・ アヘノバルブス | L・ドミティウス・ アヘノバルブス | L・ドミティウス・ アヘノバルブス |            |            | 小マルケッラ | 小マルケッラ | 小マルケッラ | 小マルケッラ | 小マルケッラ   | 小マルケッラ   |                |                | メッサリヌス   | メッサリヌス   | メッサリヌス | メッサリヌス | メッサリヌス | メッサリヌス |
|            |            |            |            |                |                |                |                |                     |                     |                     |                     |                     |                     |                |                |                |                |              |              |                       |                       |                       |                       |                       |                       |                    |                    |                       |                       |                       |                       |                       |                       |              |              |                             |                             |                             |                             |                                  |                                  |                                  |                                  |                                  |                                  |                |                |                                  |                                  |                                  |                                  |                                  |                                  |            |            |              |              |              |              |                |                |                |                |                |                |              |              |              |              |
|            |            |            |            |                |                |                |                |                     |                     |                     |                     |                     |                     |                |                |                |                |              |              |                       |                       |                       |                       |                       |                       |                    |                    |                       |                       |                       |                       |                       |                       |              |              |                             |                             |                             |                             |                                  |                                  |                                  |                                  |                                  |                                  |                |                |                                  |                                  |                                  |                                  |                                  |                                  |            |            |              |              |              |              |                |                |                |                |                |                |              |              |              |              |
|            |            |            |            | 大アグリッピナ | 大アグリッピナ | 大アグリッピナ | 大アグリッピナ | 大アグリッピナ      | 大アグリッピナ      |                     |                     |                     |                     |                |                |                |                |              |              | ゲルマニクス          | ゲルマニクス          | ゲルマニクス          | ゲルマニクス          | ゲルマニクス          | ゲルマニクス          |                    |                    | クラウディウス        | クラウディウス        | クラウディウス        | クラウディウス        | クラウディウス        | クラウディウス        |              |              |                             |                             |                             |                             | G・ドミティウス・ アヘノバルブス | G・ドミティウス・ アヘノバルブス | G・ドミティウス・ アヘノバルブス | G・ドミティウス・ アヘノバルブス | G・ドミティウス・ アヘノバルブス | G・ドミティウス・ アヘノバルブス |                |                | ドミティア ・レピダ              | ドミティア ・レピダ              | ドミティア ・レピダ              | ドミティア ・レピダ              | ドミティア ・レピダ              | ドミティア ・レピダ              |            |            |              |              |              |              | バルバトゥス   | バルバトゥス   | バルバトゥス   | バルバトゥス   | バルバトゥス   | バルバトゥス   |              |              |              |              |
|            |            |            |            | 大アグリッピナ | 大アグリッピナ | 大アグリッピナ | 大アグリッピナ | 大アグリッピナ      | 大アグリッピナ      |                     |                     |                     |                     |                |                |                |                |              |              | ゲルマニクス          | ゲルマニクス          | ゲルマニクス          | ゲルマニクス          | ゲルマニクス          | ゲルマニクス          |                    |                    |                       | クラウディウス        | クラウディウス        | クラウディウス        | クラウディウス        | クラウディウス        |              |              |                             |                             |                             |                             | G・ドミティウス・ アヘノバルブス | G・ドミティウス・ アヘノバルブス | G・ドミティウス・ アヘノバルブス | G・ドミティウス・ アヘノバルブス | G・ドミティウス・ アヘノバルブス | G・ドミティウス・ アヘノバルブス |                |                | ドミティア ・レピダ              | ドミティア ・レピダ              | ドミティア ・レピダ              | ドミティア ・レピダ              | ドミティア ・レピダ              | ドミティア ・レピダ              |            |            |              |              |              |              | バルバトゥス   | バルバトゥス   | バルバトゥス   | バルバトゥス   | バルバトゥス   | バルバトゥス   |              |              |              |              |
|            |            |            |            |                |                |                |                |                     |                     |                     |                     |                     |                     |                |                |                |                |              |              |                       |                       |                       |                       |                       |                       |                    |                    |                       |                       |                       |                       |                       |                       |              |              |                             |                             |                             |                             |                                  |                                  |                                  |                                  |                                  |                                  |                |                |                                  |                                  |                                  |                                  |                                  |                                  |            |            |              |              |              |              |                |                |                |                |                |                |              |              |              |              |
|            |            |            |            |                |                |                |                |                     |                     |                     |                     |                     |                     |                |                |                |                |              |              |                       |                       |                       |                       |                       |                       |                    |                    |                       |                       |                       |                       |                       |                       |              |              |                             |                             |                             |                             |                                  |                                  |                                  |                                  |                                  |                                  |                |                |                                  |                                  |                                  |                                  |                                  |                                  |            |            |              |              |              |              |                |                |                |                |                |                |              |              |              |              |
|            |            |            |            | カエソニア     | カエソニア     | カエソニア     | カエソニア     | カエソニア          | カエソニア          |                     |                     | カリグラ            | カリグラ            | カリグラ       | カリグラ       | カリグラ       | カリグラ       |              |              | 小アグリッピナ        | 小アグリッピナ        | 小アグリッピナ        | 小アグリッピナ        | 小アグリッピナ        | 小アグリッピナ        |                    |                    |                       |                       |                       |                       |                       |                       |              |              |                             |                             |                             |                             |                                  |                                  |                                  |                                  |                                  |                                  |                |                |                                  |                                  |                                  |                                  |                                  |                                  | メッサリナ | メッサリナ | メッサリナ   | メッサリナ   | メッサリナ   | メッサリナ   |                |                |                |                |                |                |              |              |              |              |
|            |            |            |            | カエソニア     | カエソニア     | カエソニア     | カエソニア     | カエソニア          | カエソニア          |                     |                     | カリグラ            | カリグラ            | カリグラ       | カリグラ       | カリグラ       | カリグラ       |              |              | 小アグリッピナ        | 小アグリッピナ        | 小アグリッピナ        | 小アグリッピナ        | 小アグリッピナ        | 小アグリッピナ        |                    |                    |                       |                       |                       |                       |                       |                       |              |              |                             |                             |                             |                             |                                  |                                  |                                  |                                  |                                  |                                  |                |                |                                  |                                  |                                  |                                  |                                  |                                  | メッサリナ | メッサリナ | メッサリナ   | メッサリナ   | メッサリナ   | メッサリナ   |                |                |                |                |                |                |              |              |              |              |
|            |            |            |            |                |                |                |                |                     |                     |                     |                     |                     |                     |                |                |                |                |              |              |                       |                       |                       |                       |                       |                       |                    |                    |                       |                       |                       |                       |                       |                       |              |              |                             |                             |                             |                             |                                  |                                  |                                  |                                  |                                  |                                  |                |                |                                  |                                  |                                  |                                  |                                  |                                  |            |            |              |              |              |              |                |                |                |                |                |                |              |              |              |              |
|            |            |            |            |                |                |                |                |                     |                     |                     |                     |                     |                     |                |                |                |                |              |              |                       |                       |                       |                       |                       |                       |                    |                    |                       |                       |                       |                       |                       |                       |              |              |                             |                             |                             |                             |                                  |                                  |                                  |                                  |                                  |                                  |                |                |                                  |                                  |                                  |                                  |                                  |                                  |            |            |              |              |              |              |                |                |                |                |                |                |              |              |              |              |
|            |            |            |            |                |                |                |                | ユリア・ ドルシッラ | ユリア・ ドルシッラ | ユリア・ ドルシッラ | ユリア・ ドルシッラ | ユリア・ ドルシッラ | ユリア・ ドルシッラ |                |                |                |                |              |              |                       |                       |                       |                       |                       |                       |                    |                    | ネロ                  | ネロ                  | ネロ                  | ネロ                  | ネロ                  | ネロ                  |              |              | クラウディア・ オクタウィア | クラウディア・ オクタウィア | クラウディア・ オクタウィア | クラウディア・ オクタウィア | クラウディア・ オクタウィア      | クラウディア・ オクタウィア      |                                  |                                  | ブリタンニクス                   | ブリタンニクス                   | ブリタンニクス | ブリタンニクス | ブリタンニクス                   | ブリタンニクス                   |                                  |                                  |                                  |                                  |            |            |              |              |              |              |                |                |                |                |                |                |              |              |              |              |
|            |            |            |            |                |                |                |                | ユリア・ ドルシッラ | ユリア・ ドルシッラ | ユリア・ ドルシッラ | ユリア・ ドルシッラ | ユリア・ ドルシッラ | ユリア・ ドルシッラ |                |                |                |                |              |              |                       |                       |                       |                       |                       |                       |                    |                    | ネロ                  | ネロ                  | ネロ                  | ネロ                  | ネロ                  | ネロ                  |              |              | クラウディア・ オクタウィア | クラウディア・ オクタウィア | クラウディア・ オクタウィア | クラウディア・ オクタウィア | クラウディア・ オクタウィア      | クラウディア・ オクタウィア      |                                  |                                  | ブリタンニクス                   | ブリタンニクス                   | ブリタンニクス | ブリタンニクス | ブリタンニクス                   | ブリタンニクス                   |                                  |                                  |                                  |                                  |            |            |              |              |              |              |                |                |                |                |                |                |              |              |              |              |

## 前半生

### 父との旅
カリグラは2歳ないし3歳の幼少時から、軍事作戦で北部ゲルマニアへ行く父ゲルマニクスに同行している。このときのカリグラは軍靴や甲冑まで含めた特別仕立てのミニチュアの軍装を身につけていたため、これを面白がった兵士たちのあいだでマスコット的存在となった。ティベリウスがアウグストゥスの後を継ぐことに反対して暴動が起きたときも、危害の及ぶことのないようカリグラが安全な場所へ移されることになったと聞いただけで、首謀者の兵士たちはカリグラを自分たちから遠ざけないで欲しいと嘆願し、みずから暴動を鎮めたといわれるほど兵士たちから愛された。ラテン語で「小さな軍靴」を意味するカリグラというニックネームは、この軍装の一部として彼の履いていた小さな靴にちなんで、兵士たちによってつけられたものである。しかし彼自身はやがてこの渾名を嫌うようになったと伝えられている。
7歳のときにも、カリグラはシリアへ遠征する父に同行している。帰還して間もない19年10月19日にカリグラの父ゲルマニクスは死去した。スエトニウスは、ゲルマニクスを政敵とみなしていたティベリウスが、シリア属州総督ピソに命じてゲルマニクスに毒を盛ったのだと主張している（現在ではマラリアによる病死が定説）。

### 家族の離散
父の死後、カリグラは母アグリッピナの元で暮らしたが、やがて彼女はティベリウスとの関係が悪化したため追放されるにいたった。アグリッピナの新しい夫となる人物が自分の地位を脅かす存在となることを恐れたティベリウスは、彼女が再婚することを禁じさえした。アグリッピナとその息子でカリグラの長兄に当たるネロ・カエサルは29年に反逆罪容疑で追放処分となった。そのため青年期のカリグラは、はじめ曾祖母（父ゲルマニクスの祖母）でありティベリウスの母でもあるリウィア・ドルシッラの元へ送られて生活することとなった。リウィアの死後は、祖母（ゲルマニクスの母）小アントニアの元へ送られた。30年、カリグラの次兄ドルスス・カエサルまでもが反逆罪容疑で収監され、すでに流刑となっていた長兄ネロ・カエサルも飢餓もしくは自殺により客死した。母と兄弟が追放されたのち、カリグラと姉妹たちは軍によって軟禁され、ティベリウスの捕虜同然の状態に置かれたとスエトニウスは書き記している。

### ティベリウス帝の元での生活
31年、カリグラはカプリ島に居を移していたティベリウスに引き取られ、そこでティベリウスの個人的庇護を受けながら6年間生活することとなった。多くの人々にとっては信じがたいことであったが、ティベリウスはカリグラに一切危害を加えることがなかった。カリグラは天性の演技者であり、危険を察知してティベリウスに対する遺恨を完全に隠し通した ため周囲の人々はカリグラのことを「いまだかつて、これほど立派な奴隷も、またこれほど見下げはてた主人もいなかった」と評した。
33年、ティベリウスは即位するまで就いていたクァエストル（財務官）の地位をカリグラに与えた。カリグラの母と兄ドルススが獄死したのもこの頃である。カリグラは33年にユニア・クラウディアと結婚しているが、翌年には産褥の床にあったユニア・クラウディアが死去したため、最初の結婚生活は短く終わった。カリグラはやがて重要な腹心となるプラエフェクトゥス・プラエトリオ（親衛隊長官）のナエウィウス・ストリウス・マクロとの親交をこのころに結んでいる。マクロはティベリウスの前でカリグラのことを誉めそやし、カリグラに対するティベリウスの悪意や疑念を吹き払うようつとめた。
35年、カリグラはティベリウス・ゲメッルスとの共同皇帝として帝位後継者に指名された。

## 皇帝として

### 初期の施政
37年3月16日にティベリウスが死去し、その遺産と「プリンケプス」の称号は、共同後継者であるカリグラとティベリウスの孫ゲメッルスが相続することとなった。ティベリウスは77歳で死の床についたにもかかわらず、タキトゥスは、カリグラの即位を早めた方がローマ市民も喜ぶと考えたマクロが、ティベリウスに枕を押し付けて暗殺したと書いており、スエトニウスにいたってはカリグラ自身が手を下したのではないかとも記している。一方、アレクサンドリアのフィロンやフラウィウス・ヨセフスはティベリウスの死は自然死であったと記録している。マクロの助けを得て、カリグラはティベリウスの遺言のうちゲメッルスに関する条項はゲメッルスの狂気を理由に反故にし、それ以外の部分のみティベリウスの遺志に従った。
元老院からプリンケプスの称号を授与されると、カリグラは3月28日ローマ入りした。そこでは民衆から「我らの子」「我らの星」との歓呼の声をもって迎えられ、また「日の昇る所から沈む所まで、すべての世界の」民衆からの尊敬を勝ち得た最初の皇帝と称賛された。
24歳の若輩で、何一つ実績がないにもかかわらず、カリグラの即位がこれほど熱烈に歓迎されたのは、とりもなおさずティベリウスの不人気の裏返しである。晩年のティベリウスは「隠棲」の名目でカプリ島に移り住むとそこに籠りきりの状態となり、公式の場にはまったく姿を見せない日々が5年も続いていた。必要に応じて元老院宛てに書簡で指示を出すのがせいぜいで、公式の場はおろか非公式な場で貴族や元老院議員と会うことも稀となり、徹底した人嫌いの態度をとっていた。その上ティベリウスの緊縮財政が剣闘士の試合や競技会など金のかかる催事の予算が大幅に削減されることにつながった ことで各方面から不興を買っており、その訃報に接したローマの民衆はこぞって狂喜乱舞したほどだった。名将ゲルマニクスの事績がまだ記憶に新しかったローマ軍団や属州民にとっては、ゲルマニクスを冷遇してその家族を追放したティベリウスに対する反感は依然として強く、カリグラへの同情の念は篤かった。特にローマ軍団の兵士にとってはかつて彼らのマスコットだった少年がその父の果たせなかった皇帝の座に就くことは何よりも嬉しいことだった。

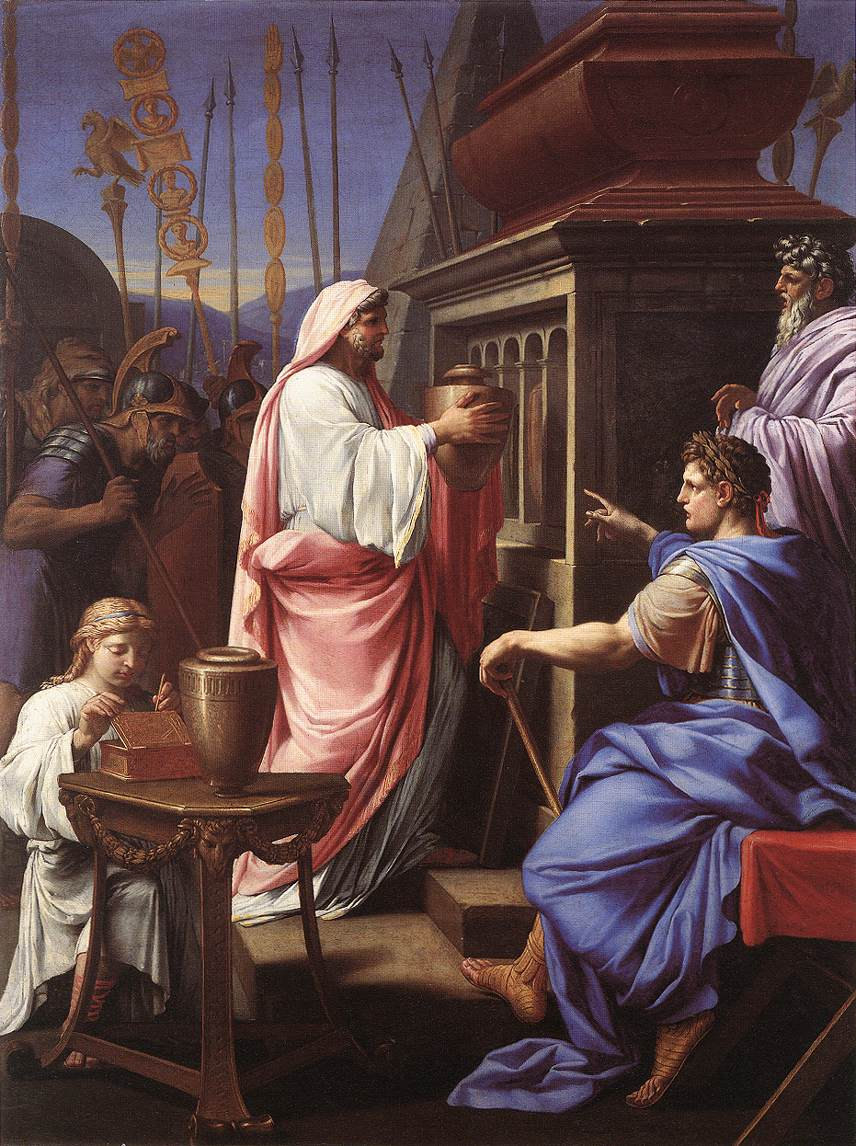
母と兄の遺灰を先祖の墓に安置するカリグラ、ウスタシュ・ル・シュウール筆、1647年

そもそもカエサルの大甥であることを根拠にその養子となり、カエサル暗殺後の戦乱を勝ち抜いてその地位を継承したアウグストゥスは、自身の後継者にもまた一族の者が充てられることを望んでいた。にもかかわらず直接の血縁関係にないティベリウスが皇帝となったのは、血縁者の中から取った養子に次々に先立たれるという不幸に見舞われたからで、結果的に妻の連れ子ティベリウスが消去法で残ったためである。一方カリグラは、アウグストゥスの姉を祖母とするゲルマニクスと、アウグストゥスの実孫である大アグリッピナの間に生まれた男子であり、父母双方を通じてアウグストゥスと実際の血縁がある、その正統性が極めて明白な存在だった。
カリグラの即位を祝うため3か月にわたって催された公共の祝典行事では、16万匹を超える動物が生贄として奉げられたという逸話もスエトニウスによって伝えられている。
即位してから最初の7か月間におけるカリグラの治世は、まったくの幸福に満ち溢れたものだったとフィロンは記している。その多くが政治的な配慮によるものであったにせよ、カリグラの最初の施政は非常に寛大なものだった。支持を得るために、プラエトリアニや都市部の兵士のみならず、イタリア国外の軍まで含めた軍隊の兵士たちに賞与を支給したり、ティベリウスによって作成された反逆罪に関する書類を破棄し、これに関連した裁判はもはや過去のものだとして追放された者たちの帰国を赦したり、さらには帝国の税制によって生活が逼迫した人々を保護したり、剣闘士による試合を復活させたりもしている。皮肉にも、この時には性犯罪者を帝国から追放する措置もとっている。カリグラはまた、亡き母や兄弟の遺骨を集めて持ち帰り、アウグストゥス廟に安置することでその冥福を祈っている。

### 病気と陰謀、豹変
幸先よく統治を開始したカリグラではあったが、37年の10月に深刻な病に倒れる。カッシウス・ディオも若干触れてはいる が、この病気について詳細に書き残している歴史家はフィロンのみである。それによれば、カリグラは皇帝になってからというもの入浴と飲酒とセックスに耽溺するようになっていたためウイルスに感染したのだとのことである。カリグラの苦悩を思って悲嘆と同情に暮れたため、帝国全体が麻痺状態に陥ったとさえ伝えられている。やがてカリグラは全快しているが、フィロンはこの時の臨死体験こそが彼の治世の分岐点になったと強調している。カリグラに変化が起こったとすれば、それがいつのことであるのかについては議論がある。ヨセフスは、即位してから最初の2年間のカリグラは高貴で穏健な君主であったが、それ以降暴君へ変貌していったと述べている。
病から立ち直ってすぐにカリグラは、彼が回復してくれるならば自分の命を奉げてもよいと誓った忠実な人物を呼び出し、約束を守ってもらおうと要求し崖から突き落とすなどして何人か殺害した。またカリグラは妻を追放し、義父のマルクス・シラヌスや従弟のティベリウス・ゲメッルスは自害を強要された。
シラヌスとゲメッルスを死に至らしめた直接の罪状は、カリグラを打倒しようとした陰謀の咎であったという記録が残っている。フィロンの伝えるところによれば、ゲメッルスは自分が皇帝の座に就くために、カリグラが病に臥せっているあいだに陰謀を企てていたという。シラヌスはカリグラによって正式な裁判にかけられた後に自害した。ユリウス・グラエキヌスはシラヌスを起訴するよう命令されたが、これを断ったため同様に処刑された。ゲメッルスの計画とシラヌスのそれとが関連したものであるのか別個に立てられたものであるのかは不明である。スエトニウスは、これらの陰謀はいずれもカリグラによる空想の産物にすぎなかったと結論づけている。

### 社会改革

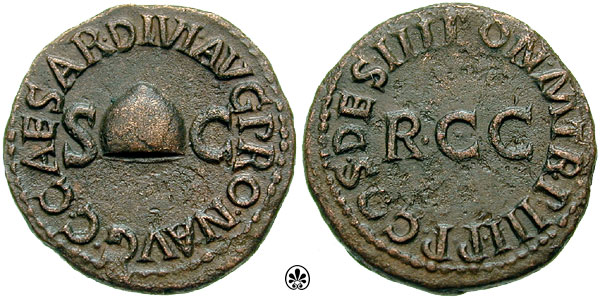
カリグラによる38年の税制廃止を祝った記念銅貨。裏面（写真左）には、人々が重税から開放されたことを象徴するフリジア帽のイラストが彫られている。

38年、カリグラは政治・社会の改革に着手した。手始めに彼は公的資金の収支を公表した。これはティベリウスの治世においては公にされなかったものである。また火災によって資産を失った人々を助けるため、いくらかの税金を免除し、公共競技大会に賞金を設けた。さらに騎馬隊や元老院の増員さえも許可した。
おそらく最も重要なことは、カリグラが政務官選挙を民衆選挙に戻したことであろう。これに関してカッシウス・ディオは、「この施策は阿呆どもを喜ばせはしたが、思慮ある人々を嘆かせることとなった。これらの人々は熟慮の結果、公職がふたたび大衆の手に渡れば必ずや多くの災いが起こることだろうと考えたのである」と述べている。
しかし同年には、正式な裁判抜きで人々を処刑したことでカリグラに対する非難の声が起こっている。とりわけ重要な事例としては、カリグラが皇帝の座に就く上で大きな借りがあるはずのマクロを処刑した一件が挙げられる。

### 財政危機と飢饉
カシウス・ディオによれば、39年に財政危機が生じた。スエトニウスは38年から始まったものだと述べている。各方面への支援のため、あるいはカリグラ自身の寛大さや浪費癖からくる公的支出は国家の財政を疲弊させた。古代の歴史家は、カリグラは個人資産を押収するために、無辜の人々に対する不当な起訴や科料、果ては殺害まで行なうようになったと主張している。他にも多くの極端な方策がとられたことが歴史家たちによって記録されている。資金を得るために、カリグラは国にお金を貸してくれるよう市民に頼みさえしたという。また訴訟や結婚、売春に対して税金を課した。さらには見世物において剣闘士の命を競売に掛けるようになった。ティベリウスが死去した時点で、ティベリウスに何がしかの物品を遺贈すると書かれていた存命人物の遺言書は、同じ物をカリグラに贈与しなければならないものとする解釈が定められた。また略奪によって資産を得た百人隊長は、戦利品を国へ引き渡すことが強制された。現職ならびに過去の道路長官は無資格と横領で起訴され、返金を強要された。
規模は不明ながら短期間の飢饉が起こっているが、おそらくこの財政危機に端を発したものである。スエトニウスは一般市民の経済がカリグラによって侵されたためとしている。セネカは、カリグラが浮き橋を作るために大量の船を使ったせいで、穀物の輸入が滞ったことが飢饉の原因だとしている。

### 建設事業

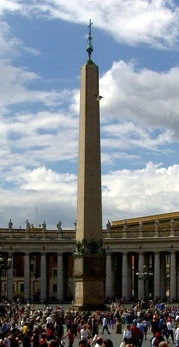
バチカンのオベリスクはカリグラによってエジプトからもたらされたものである。これはカリグラの建設した競技場の中央装飾品であった。

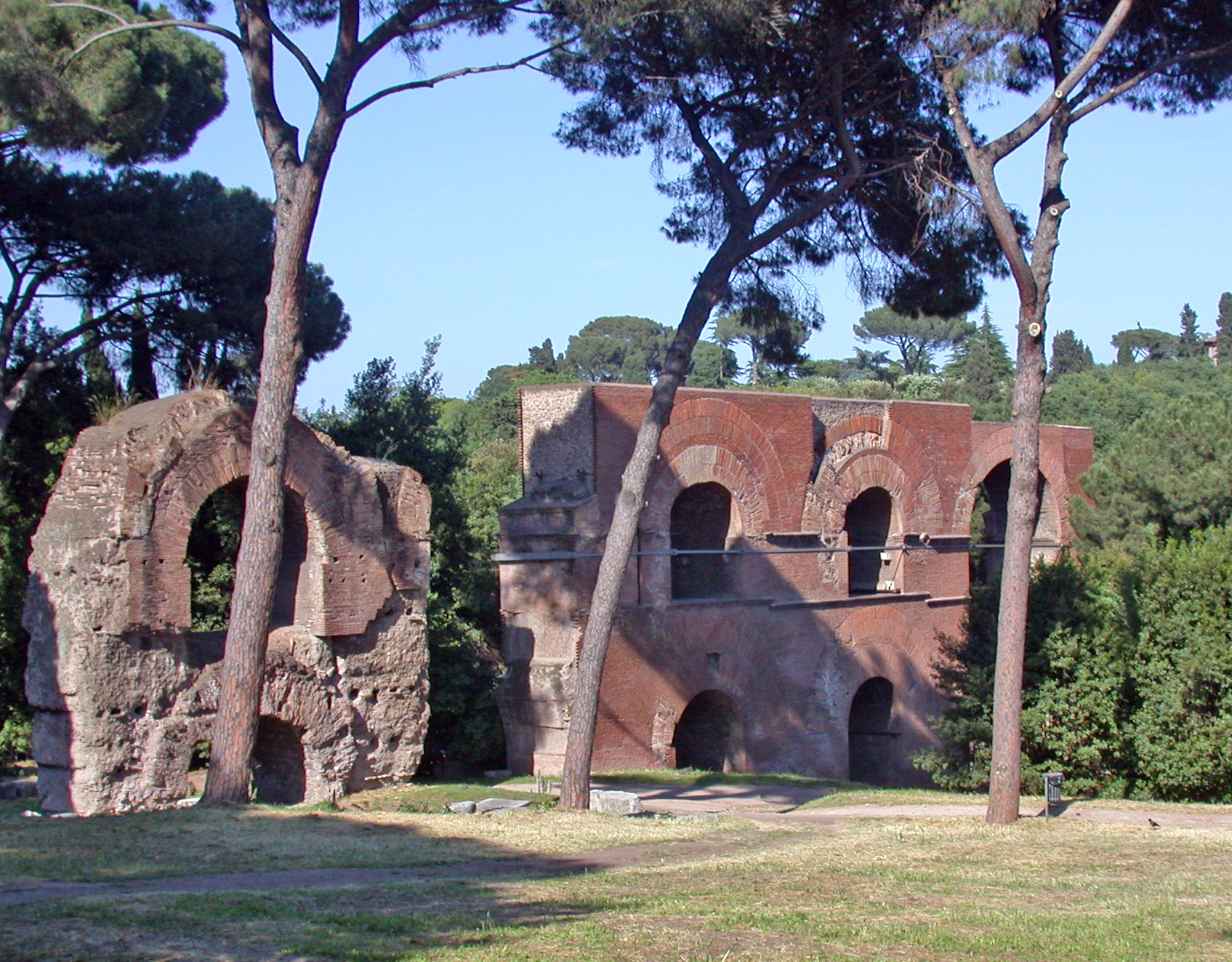
カリグラが着工し、次代皇帝クラウディウスによって落成されたクラウディア水道の跡

財政難に陥っていたにもかかわらず、カリグラは在位期間中にいくつもの建設事業に着手している。公共事業として計画されたものもあったが、中には個人的な目的のために手がけたものもあった。カリグラが寄与した中でも最も優れた事業は、エジプトからの穀物輸入を増加させることとなった、レギウム（現レッジョ・ディ・カラブリア）およびシチリアの港湾開発であったとヨセフスは評価している。これらの改良工事は飢饉への対策であった可能性もある。
カリグラはアウグストゥスの神殿とポンペイの劇場を完成させたのち、サエプタ・ユリア近郊に円形劇場の建設を開始した。また宮殿も増築している。クラウディア水道と新アニオ水道の建設に着工したのもカリグラであり、これらはのちに大プリニウスを驚嘆させた。「ガイウスとネロのキルクス」と呼ばれることとなる巨大な競技場を建設し、エジプトから船でオベリスク（現在バチカンのオベリスクとして知られる）を運び込んでその中央に据えた。シラクサでは市の城壁と神殿を修復した。新しい道路を敷き、整備を怠らぬよう厳命した。他にサモスの僭主ポリュクラテスの宮殿の再建や、エフェソスにあるディディマのアポロ神殿の完成、アルプス高地での新都市建設などを計画した。さらにギリシアの地峡に運河を開通させることも計画し、この事業に従事させるため百人隊長を派遣したりもしている。
39年、カリグラは壮大な見世物を上演するために、本物の船を台船として用いた浮き桟橋を作らせた。その長さは2マイル（3.2 km）に及び、バイア（現バーコリの分離集落）の行楽地から隣のポッツオーリの港までを繋ぐものであった。この橋はやはり巨大な浮橋を利用してヘレスポントス海峡を横断したペルシア王クセルクセス1世への対抗心から作られたものだといわれている。カリグラ（泳げなかった）は愛馬インキタトゥスに騎乗し、アレクサンドロス大王の胸当てをつけて橋を渡った。この見世物はティベリウス時代の占星術者メンデのトラシュルスによる「（カリグラが）皇帝になるのは、馬にまたがってバイア湾を渡るより難しい」という予言への挑戦でもあった。
また、カリグラは個人的に2艘の巨大な船（写真）を作らせている。2艘とも沈没したが、ネミ湖の底から発見された。これらは古代世界において最大級の規模を誇った船である。2艘のうちの小さな方は女神ディアーナのための神殿として設計された。また大きな方は大理石の床や水道まで完備しており、まさに精緻な浮き宮殿であった。千数百年にわたり伝説上の存在であり、レオン・バッティスタ・アルベルティらも探索を試みたが、発見されて湖底から引き揚げられたのは1929年から1932年にかけてのことである。当時のイタリア首相であったムッソリーニによってこの船のための博物館も設立されたが、第二次世界大戦中の戦災によって焼失し、現在は数枚の写真を残すのみとなった。

### 元老院との対立
39年からカリグラと元老院の関係が悪化した。何に関して対立したのかは定かではないが、両者の確執を深める要因は少なくない。先帝ティベリウスは26年以降カプリ島に隠棲していたため、カリグラが帝位に就くまで元老院は皇帝がローマには不在のまま統治することに慣れきっていた。さらに、ティベリウスによる反逆罪容疑での弾劾によって、ガイウス・アシニウス・ガッルスをはじめとしたユリウス＝クラウディウス朝を支持する元老院議員は多くが粛清されていた。
カリグラはティベリウスによる裁判記録を再検討し、裁判中の元老院議員の言動に鑑みて、多くの議員は信頼に値しないとの結論を下し、調査と裁判を新規に執り行なうよう指示した。そして執政官を更迭し、数人の元老院議員を処刑した。その他の元老院議員はカリグラの横に侍り彼の二輪戦車に並走させられるという侮辱を受けたとスエトニウスは記している。
元老院と決裂した直後、カリグラはいくつもの陰謀にさらされている。カリグラの義理の兄マルクス・アエミリウス・レピドゥス（カリグラの母大アグリッピナの姉小ユリアの息子、すなわちカリグラの従兄であり、一時期カリグラの妹ユリア・ドルシッラと結婚していたため、義兄にもあたる）も関与した陰謀は39年に失敗した。その直後には、ゲルマニア総督であったグナエウス・コルネリウス・レントゥルス・ガエトゥリクスが共謀罪で処刑された。

### 西方への領土拡大
40年、カリグラはローマ帝国の版図をマウレタニア（現モロッコ）まで拡大し、さらにはブリタンニア遠征という壮大な試みも検討した。ローマ帝国によるブリタンニアの属州化を完全に達成したのはクラウディウス帝である。
マウレタニアは当時、プトレマエウス王
によって統治されていたローマの同盟国であった。カリグラはプトレマエウスをローマへ招待し、そこで突然彼を処刑させた。マウレタニアはローマ帝国に併合され、2つの州に分割された。この併合強行がクラウディウス時代に起きた大きな反乱の原因となった。これらの事件に関する細かな事情は明らかになっていない。カッシウス・ディオはカリグラによるマウレタニア併合の詳細を書き記したが、それらは現在までに散逸している。
また、中断されはしたもののブリタンニア進攻のための軍事作戦も北部で展開されたとみられている。実際にオランダにあるクラウディウスの砦と呼ばれていた場所では、年輪年代学によって砦の木が紀元40年のものである事が分かり、更にカリグラ時代の硬貨が発掘されている。スエトニウスは、凱旋式でゲルマン人に変装させられたガリア人と、「海での戦利品」として貝殻を集めるよう指示されたローマ軍の逸話を書きたてることで、この作戦を一笑に付している。史料が不足しているため、正確には何がどのように起こったのかがカリグラ治世に関する一次史料の中でも議論の的となっている。近現代の歴史家はこれらの行動を解釈するために、このイギリス海峡への進攻は
- 単なる訓練と偵察にすぎなかった[80]。
- 目的はブリタンニア側の指揮官アドミニウスの降伏を認めることだけであった[81]。
- ローマ軍団が海峡を渡って作戦を開始することを拒んだため、カリグラが皮肉として給料代わりに貝殻でも集めろと命じたという可能性[82]。「貝殻」（ラテン語原文では conchae）は隠語であり、女性器（軍隊は売春宿を訪れたであろう）もしくは船（ブリタンニア軍の小船を拿捕したと考えられる）を意味しているのかもしれない[83]。

などの仮説が提唱されている。

### 自己の神格化

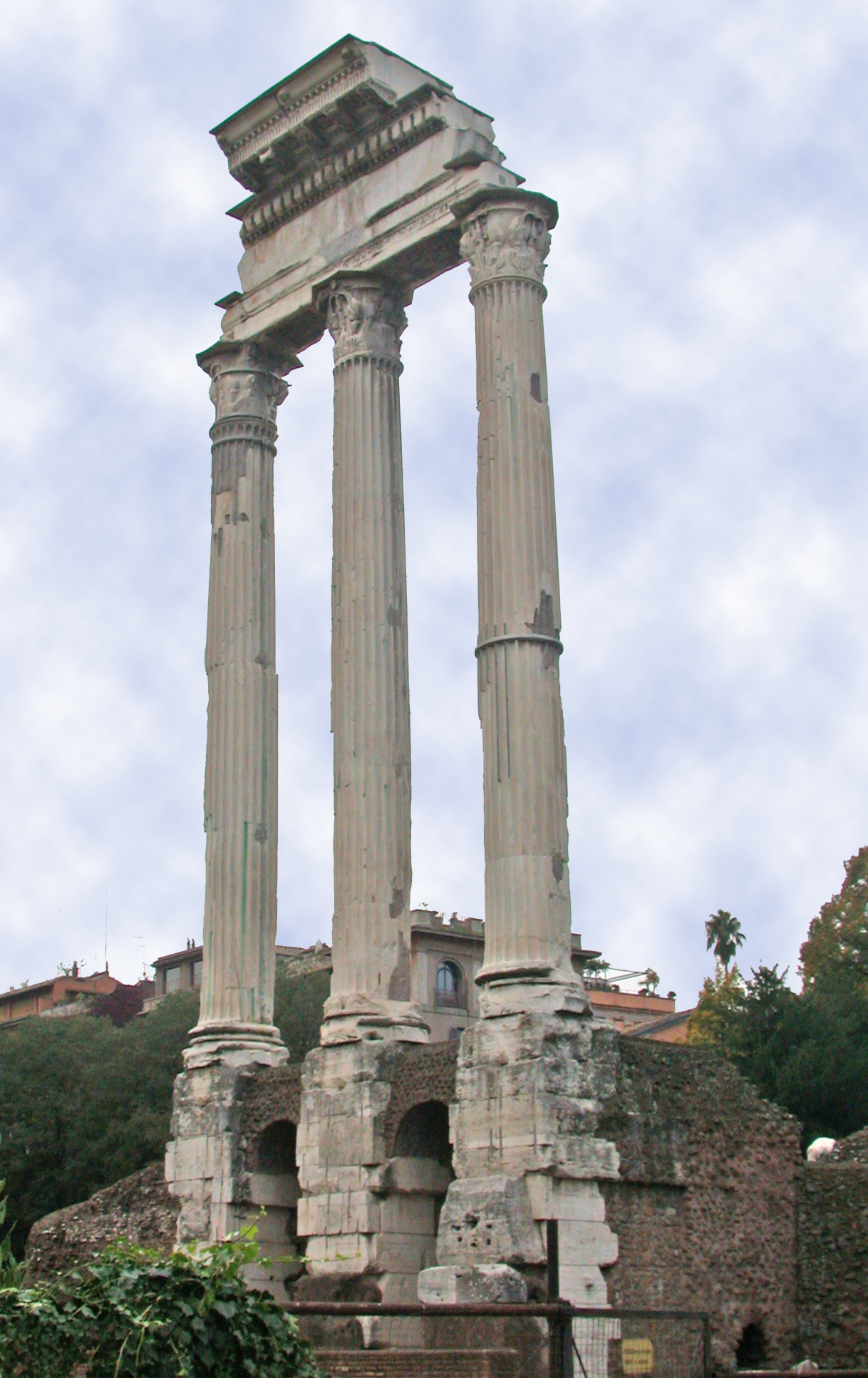
フォロ・ロマーノのカストルとポルクス神殿跡。古代の資料と近代の考古学的研究成果から、カリグラがこの建造物を組み入れて神殿を増築したことが推定されている

40年、カリグラは自身の政治的役割に宗教を持ち込むという、非常に論議を呼ぶ政策を実行しはじめた。カリグラは公の場所へ姿を現わすにあたり、ヘラクレスやメルクリウス、ウェヌス、アポロなどといった神々や半神の扮装をするようになったのである。伝えられるところによれば、彼は政治家たちとの会合において自己を神と呼び、公文書においてもしばしばユピテルと称されるようになった。アシア属州のミレトスには彼を崇めるための聖域が設けられ、ローマにも彼を崇拝する2つの神殿が建立された。フォルム・ロマヌム（現フォロ・ロマーノ）のカストルとポルックス神殿はパラティーノの皇帝宅に直結され、カリグラに奉納された。カリグラはときおりここに姿を見せ、公衆の面前で恭しく神の役を演じた。
カリグラの宗教的政策は、以前の皇帝たちのそれと比べて微妙なものではあるが、しかし大きな逸脱であった。カッシウス・ディオによれば、東方諸国においては存命の皇帝が神聖な存在として崇拝されるのに対し、ローマ帝国で崇拝の対象となりうるのは過去に没した皇帝たちであった。アウグストゥスの場合はしばしば自己の神聖化をしているが、しかしその対象は肉体的存在そのものではなく彼の精神であり、しかもこうした行動すら一般に皇帝たちは行き過ぎとして避けてきたものだとディオは述べている。ところがカリグラはこれをさらに押し進め、元老院議員を含むローマ市民たちに対して、受肉化した生ける神として自分の存在そのものを崇めさせたのである。

### 東方政策
カリグラはその在位中に東方の属州でたびたび起きた暴動や陰謀の鎮圧に追われることとなった。それを支えたのは、37年にカリグラが皇帝に即位したのちにヨルダンの総督となり、カリグラの親友でもあったアグリッパ1世である。
東方の政治不安の原因はギリシア文化とローマ法、そしてユダヤ人の権利などが縺れあって複雑化していた。しかし、フィロンはカリグラの自己神格化がユダヤ教と相容れぬものであったことを指摘し、カリグラにその責任ありとしている。フィロンによれば、カリグラは「まるでユダヤ人のみが彼に対する叛意を抱く人々かのように、ユダヤ人に対しては特別に深い猜疑心をもっていた」。カリグラは属州アエギュプトゥス（エジプト）長官であったアウィリウス・フラックスを信用していなかった。フラックスはティベリウスに忠実で、カリグラの母に対する陰謀に加担していただけでなく、エジプトの分離独立派に通じてもいた。
38年、カリグラはフラックスの素行調査のため、アグリッパを秘密裏にアレクサンドリアへ派遣した。フィロンによれば、ギリシア系住民からユダヤ人の王とみなされたアグリッパは嘲笑をもって迎えられた。フラックスは、ユダヤのシナゴーグに皇帝の彫像を据えることでギリシア系住民とカリグラを懐柔しようと試みたが、その結果、都市部で暴動が発生した。カリグラは、フラックスを更迭して処刑することでこれに応えた。
39年にアグリッパは、パルティアと共謀してローマによる統治に対する反乱を計画したとして、ガリラヤおよびペレアの領主であったヘロデ・アンティパスを起訴した。ヘロデ・アンティパスは自白し、カリグラによって追放された。アグリッパは褒美として領地を与えられ、ユダヤの大半を支配するようになった。
40年にアレクサンドリアにおいてユダヤ人とギリシア人の間での暴動が再発した。ユダヤ人は、皇帝に対する不敬罪で告発された。またヤムニアでは論争が起きた。レンガ造りの祭壇が建てられたことに憤慨したユダヤ人はこれを破壊した。これに対する返答として、カリグラは自分の像をエルサレムのユダヤ神殿に建てることを命じた。この命令を実行したならば内戦が起こることは間違いないと危惧したシリア総督プブリウス・ペトロニウスは作業の速度を落とさせ、一年近く完成を先延ばしにした。結局のところ、アグリッパの説得を聞き入れたカリグラによってこの命令は破棄された。

### 暗殺とその余波

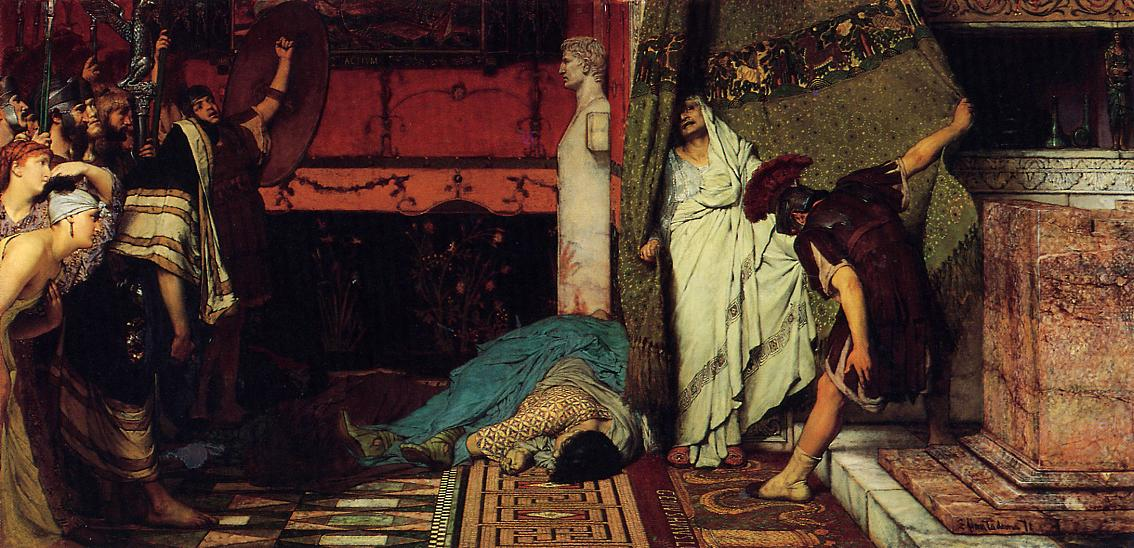
カリグラ暗殺後、カーテンの後ろに隠れていたクラウディウスを皇帝に推挙するプラエトリアニ（ローレンス・アルマ＝タデマ画、1871年）

皇帝としてカリグラが行なった施政は元老院や貴族、騎士階級に対してとりわけ過酷なものだったとされる。カリグラに対して計られながら失敗に終わったいくつもの陰謀は、こうした苛烈な命令が原因となって引き起こされたものだとヨセフスは述べている。最終的にカリグラを葬ったのは、カッシウス・カエレアによって率いられたプラエトリアニの将校たちであった。この暗殺計画は3人の男たちによって立案されたものとされるが、元老院議員や軍人、騎士階級の多くがこの計画を事前に知らされて関与していたといわれる。
ヨセフスによれば、カエレアには暗殺を実行する政治的な動機もあった。しかし一方で、スエトニウスはカリグラがカエレアを侮蔑的な名前で呼んだためだとしか伝えていない。カリグラは、声がか細く収税に関しても厳格でないカエレアのことを女々しい男とみなしており、「プリアーポス（生産・生殖を司るギリシア神話の神で、男根を意味する隠語でもある）」や「ウェヌス（美の女神）」などといった綽名をつけて侮辱していたのである。
41年1月24日、神君アウグストゥスに奉げる笑劇や悲劇を上演していた少年俳優劇団に対して激励の言葉をかけていたカリグラを、カエレアと数名のプラエトリアニの将校が呼び止めた。この直後に起きた事件の詳細については、資料によって若干の異同があるが、カエレアが最初にカリグラを刺し、数人の共謀者がそれに続いたという点は共通している。スエトニウスは、カリグラの死とユリウス・カエサルの暗殺には類似点が多いことを指摘している。2人ともガイウス・ユリウス・カエサルという名をもち、カッシウスの名をもつ男（カッシウス・ロンギヌスおよびカッシウス・カエレア）とその仲間によって30回刺されて死亡したためである。カリグラの身辺警護をしていたゲルマン人兵士が到着したとき、皇帝はすでに息絶えていた。護衛兵は怒りと悲しみに打たれ、暗殺者とその仲間を討ち殺しただけでは収まらず、罪のない元老院議員や傍観者までも手にかけた。
元老院はカリグラの死を共和制復興の機会として利用しようと試みた。カエレアは元老院を支持するよう軍を説得することに努めた。しかし、軍は帝室への忠誠を守った。暗殺を嘆いたローマ市民は集会を開き、カリグラの暗殺者を法に照らして処罰するよう要求した。帝政の支持が消え去らぬことに苛立った暗殺者たちは、カリグラの妻カエソニアを探し出して刺殺し、幼い娘ユリア・ドルシッラも頭を壁に叩きつけられて殺された。しかしカリグラの叔父クラウディウスを見つけ出すことはできなかった。すでに町を離れてプラエトリアニの兵舎にかくまわれていたためである。クラウディウスはプラエトリアニの支持を得て皇帝に就任したのち、カエレアとカリグラ暗殺に関与したことが明らかになったその仲間全員を処刑するよう命令を下した。

## 後世の評価

### 歴史文献

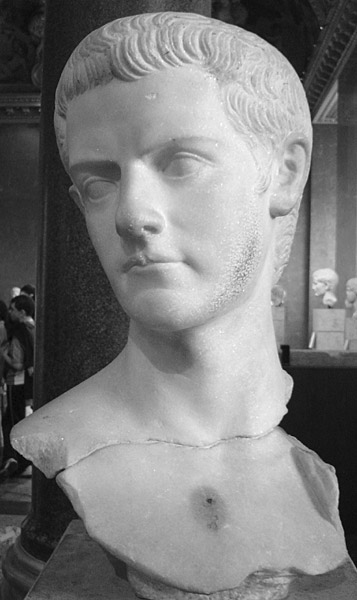
カリグラの胸像。ルーヴル美術館所蔵

カリグラの治世に関する歴史は非常に問題含みなものとなっている。カリグラと同時代に記された資料が、アレクサンドリアのフィロンと大セネカによる2作しか現存していないためである。フィロンの著作『ガイウスへの使節』と『フラックスへの反論』にはカリグラの初期の統治に関する詳細が述べられているが、その大部分はユダヤ人であるフィロン自身が共感を寄せていたユダヤ属州やエジプトのユダヤ住民に関わる出来事に焦点を当てたものとなっている。またセネカのさまざまな著作においては、おおむね断片的な逸話によってカリグラの個性が伝えられている。セネカは、おそらくカリグラに対する陰謀団とかかわりがあったため、39年にはカリグラによって処刑されかかっている。
かつてはカリグラに関する同時代の詳細な歴史文献が存在したが、いずれも現在は失われている。また、それらの文献を書いた歴史家は、カリグラに対して過剰に批判的であるかあるいはその逆であり、いずれにせよ中立的な立場から書かれたものではない。それにもかかわらず、これらの失われた一次資料が、セネカやフィロンの著作と同様に、後世の歴史家によって書かれた現存する二次史料や三次史料の出典とされているのである。同時代の歴史家の中には、名前のみ知られている者もいる。
ファビウス・ルスティクスやクルウィウス・ルーフスもカリグラを批判する歴史書を書いたが、現存していない。ファビウス・ルスティクスはセネカの友人で、歴史の潤色と誤伝とによって知られている。クルウィウス・ルーフスはカリグラの暗殺にも関与した元老院議員である。カリグラの妹小アグリッピナも、明らかにカリグラの治世の詳細を含んでいたであろうカリグラの伝記を書いたが、これもまた散逸した。小アグリッピナは、カリグラに対して陰謀を企てたマルクス・アエミリウス・レピドゥスと交際していたため、カリグラによって追放された。小アグリッピナの息子であり後に皇帝となるネロの相続財産もカリグラによって没収された。詩人でもあったグナエウス・コルネリウス・レントゥルス・ガエトゥリクスは皇帝に取り入るためカリグラを讃える内容の著作を少なからず書いていたが、これらも失われた。
カリグラに関して知られていることの大半はスエトニウスとカッシウス・ディオによって書かれており、この2人はいずれも貴族階級の出身であった。スエトニウスがカリグラに関する歴史を書いたのはカリグラの暗殺より80年後、カッシウス・ディオは180年後である。カッシウス・ディオの著作は、カリグラの治世に関して大まかに年代順の記述をしている唯一の史料であるという点で非常に貴重なものであるが、ディオの作品は11世紀の修道士ヨハネス・クシフィリヌスによる梗概という形でしか現存していない。
カリグラに関していくらかの理解を助ける資料は、若干ながら他にも存在している。フラウィウス・ヨセフスはカリグラの暗殺についての詳しい説明を遺している。タキトゥスは、ティベリウスの監視下にあったころのカリグラの生活に関する情報を記している。タキトゥスは古代の歴史家の中にあっては最も客観的であり、カリグラの詳細な伝記を書いたが、『年代記』のカリグラに関する部分は失われた。大プリニウスの『博物誌』も、若干ながらカリグラに言及している。
カリグラに関する史料のうち、現存するものの数はきわめて少なく、カリグラのことを好意的に描いている史料は存在しない。こうした史料の不足と偏りの結果、カリグラの治世に関しては大きな欠落がある。カリグラの在位期間の最初の2年に書かれたものはほとんど存在せず、その上、マウレタニア併合やブリタンニアへの遠征、元老院との確執といった後年の重要な事件についてもきわめて限られた詳細しか伝えられていないのである。

### 醜聞

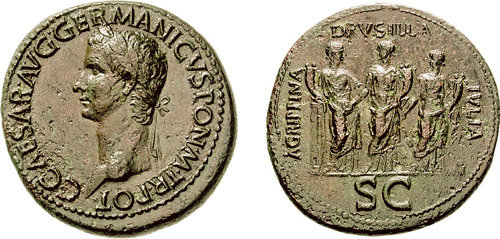
カリグラを象ったセステルティウス銅貨（38年ごろ）。裏面（写真右）はカリグラと近親相姦の関係にあったといわれる3人の妹、アグリッピナ、ドルシッラ、ユリア・リウィア

現存する数少ない資料には、カリグラの残忍さや放蕩ぶりや狂気を描いた奇怪な逸話が数多く書かれている。
フィロンや小セネカによる同時代の文献では、自分自身のこと以外には興味がなく、怒りに満ち、気まぐれで人を殺し、濫費とセックスに溺れた狂気の皇帝として描かれている。他の男たちの妻と寝たことを自慢し、面白半分に人を殺し、自分の見世物用に橋を架けるために莫大な浪費をして飢餓を引き起こし、挙句の果てには自分を崇めさせるために自身を模した神像をエルサレム神殿に建てさせる など、カリグラはさまざまな悪行を非難されている。
スエトニウスやカッシウス・ディオによる文献では、古くから伝えられる風説の再録だけでなく、カリグラの狂気を伝える新しい逸話が加えられている。彼らは、カリグラが妹たちと近親相姦に耽っていたばかりか、彼女らを他の男たち相手に売春させていたと非難しているのである。またカリグラが非合理的な演習に軍隊を派遣していたとも述べている。さらには、宮廷を文字通りの売春宿にしたとさえ主張している。こうした狂気染みたエピソードの中でも最も有名なものは、カリグラが自身の愛馬インキタトゥスを執政官や聖職者にしようとしたことであろう。
ただし、カリグラの悪行には創作や誇張されたものが多分に含まれると考えられ、信憑性には大いに疑問の余地がある。また、ローマ帝国の政治文化において狂気や性的倒錯といったものは、権力の衰えと共にしばしば生じるものである。

### 狂気の疑い
大プリニウスを除き、現存する資料のすべてがカリグラは狂っていたと主張している。しかし、それが比喩的なものであったのか、文字通りの意味で精神を患っていたと述べているのかは明らかでない。さらに残された資料におけるカリグラの不評に鑑みても、事実と創作を切り分けることはきわめて困難である。近代の文献では、カリグラの振る舞いに対して医学的な説明を試みるという傾向が見られ、脳炎やてんかん、あるいは髄膜炎の可能性を挙げているが、カリグラが精神異常であったか否かという問題は未解決のまま残されている。
セネカ、フラウィウス・ヨセフス、フィロンはカリグラが正気ではなかったと述べているが、この狂気は経験に由来する個人的な特性であったと主張している。セネカはカリグラが皇帝となった後に尊大で気性が激しく、侮蔑的な性格になっていったとし、反面教師として読者が学ぶべき人格的欠陥の一例としている。ヨセフスは、カリグラを途方もなく自惚れさせ、自身を神と考えるに至らせたのは権力であると主張している。またフィロンは、39年に病気で死にかけたのちにカリグラは冷酷になったと報告している。一方、カリグラは人を狂気へ駆り立てる魔法の薬を飲まされたのだとユウェナリスは述べている。

#### てんかん説
スエトニウスによれば、カリグラは若い頃てんかんに悩まされたとのことである。近代の歴史家は、カリグラは日々てんかんの発作の恐怖のうちに生きていたのだと推測している。水泳も帝王学の一環であったにもかかわらず、カリグラは泳ぐことができなかった（水面からの光の乱反射が発作を誘発することから、てんかん患者が泳ぐことは奨励されない）。またカリグラは満月に向かって話しかけていたと伝えられている が、てんかんは古来より月と関係があるものと考えられていた。

#### 甲状腺機能亢進症説
カリグラが甲状腺機能亢進症を患っていたと主張する歴史家もいる。これは、カリグラのてんかんとプリニウスの伝えるカリグラの「凝視」に基づいた診断である。